# Otto VII. (Pfalzgraf von Bayern)
Otto VII. († 18. August 1189) war Pfalzgraf von Bayern.

## Leben
Otto VII. war ein Sohn Ottos V. von Scheyern und dessen Gattin Heilika von Lengenfeld. Er war nach der Ernennung seines Bruders Otto zum Herzog von 1180 bis 1189 Pfalzgraf von Bayern. Er war verheiratet mit Benedicta von Donauwörth, der Tochter des Grafen Mangold von (Donau)wörth und Dillingen.
Berüchtigt ist sein Sohn Otto VIII. von Wittelsbach wegen dessen Mord am römisch-deutschen König Philipp von Schwaben. Mit diesem starb diese Seitenlinie der Wittelsbacher im Mannesstamm aus. Seine Tochter Agnes heiratete Graf Albert III. von Everstein.
Seine Tochter Heilika (Helicha) wurde mit dem Přemysliden Konrad II. Otto, Fürst von Znaim, später Markgraf von Mähren und schließlich auch Herzog von Böhmen, verheiratet.